# Live at Home (Fair Warning)
Live At Home è il secondo album dal vivo del gruppo AOR/hard rock tedesco Fair Warning.

## Tracce
1. Hang On
2. Angel Of Dawn
3. Don't Give Up
4. Desert Song
5. Burning Heart
6. Rain Song
7. What Did You Find
8. Rain Song

## Formazione
- Tommy Heart (voce)
- Andy Malecek (chitarra)
- Helge Engelke (chitarra)
- Ule Ritgen (basso)
- C.C.Behrens (batteria)